# Айсман, Георг
Георг Айсман (нем. Georg Eismann; 1899, Цвиккау — 11 апреля 1968) — немецкий музыковед и музейный работник.
В детстве и отрочестве учился музыке в своём родном городе у органиста Пауля Герхардта. Затем изучал в Лейпцигском университете музыковедение под руководством Теодора Кройера, историю литературы у Германа Августа Корфа и Теодора Фрингса, одновременно учился в Лейпцигской консерватории у Карла Адольфа Мартинссена (фортепиано) и Карла Штраубе (орган).
На протяжении многих лет вёл преподавательскую работу в своём родном городе и в Дрездене. В 1942 году защитил в Эрлангенском университете докторскую диссертацию, посвящённую ренессансному музыканту из Цвиккау Давиду Кёлеру, — в 1956 году вышла отдельным изданием (нем. David Köler, protestantischer Komponist des 16. Jahrhunderts).
В 1945 году был назначен директором музея Роберта Шумана в Цвиккау и возглавлял его до 1965 года. Под руководством Айсмана был реконструирован и приобрёл теперешний вид дом, в Цвиккау, где Шуман родился. Опубликовал первую книжку о музее (нем. Das Robert-Schumann-Haus in Zwickau; 1958). После смерти Айсмана его портрет был повешен в вестибюле музея.
Составил двухтомный библиографический справочник работ о Шумане (нем. Robert Schumann. Ein Quellenwerk über sein Leben und Schaffen; 1956), подготовил к печати первый том дневников Шумана (за 1827—1838 гг.), вышедший после его смерти в 1971 году (над последующими томами работал Герд Наухаус).
В 1964 году стал одним из первых лауреатов Премии Роберта Шумана.